# زهرة الدم لاطئة الأزهار
زهرة الدم لاطئة الأزهار (الاسم العلمي: Haemanthus sessiliflorus) هي نوع غير مؤكد من النباتات تتبع جنس زهرة الدم من فصيلة النرجسية.